# Milagros
För andra betydelser, se Milagros (olika betydelser).
Milagros (Bayan ng Milagros) är en kommun i Filippinerna. Kommunen tillhör provinsen Masbate och ligger på ön med samma namn. Folkmängden uppgår till 57 473 invånare år 2015.

## Barangayer
Milagros är indelat i 27 barangayer.
| - Bacolod - Bangad - Bara - Bonbon - Calasuche - Calumpang (Taisan) - Capaculan - Cayabon - Guinluthangan - Jamorawon - Magsalangi - Matagbac - Matanglad - Matiporon | - Moises R. Espinosa - Narangasan - Pamangpangon - Poblacion East - Poblacion West - Paraiso (Potot) - San Antonio - San Carlos - Sawmill - Tagbon - Tawad - Tigbao - Tinaclipan (Bato) |